# Chalinula elastica
Chalinula elastica är en svampdjursart som först beskrevs av Kieschnick 1898.  Chalinula elastica ingår i släktet Chalinula och familjen Chalinidae. Inga underarter finns listade i Catalogue of Life.